# 新疆生产建设兵团第十二师西山农牧场
新疆生产建设兵团第十二师西山农牧场是中华人民共和国新疆生产建设兵团第十二师下辖的一个农场、牧场。

## 行政区划
新疆生产建设兵团第十二师西山农牧场下辖以下单位：
场部、一连、二连、三连、四连、五连、六连、七连、八连、九连和蔬菜连。